# Pardomuan (Silaen)
Pardomuan is een bestuurslaag in het regentschap Toba Samosir van de provincie Noord-Sumatra, Indonesië. Pardomuan telt 967 inwoners (volkstelling 2010).